# إدوارد الكسندر
إدوارد الكسندر (بالألمانية: Eduard Alexander)‏ هو سياسي ألماني، ولد في 14 مارس 1881 في ألمانيا، وتوفي في 1 مارس 1945 في ألمانيا. حزبياً، نشط في الحزب الشيوعي في ألمانيا. وقد انتخب عضو مجلس النواب الألماني للجمهورية فايمار.